# 全国福祉高等学校長会
全国福祉高等学校長協会（ぜんこくふくしこうとうがっこうちょうきょうかい）は、青森県青森市勝田2-11-1に本部を置く福祉関係（社会福祉等を含む）の学科を置く高等学校の校長、教育機関の代表者等の団体である。福祉教育に関する調査研究、振興を目的とする。